# Epipactis microphylla
Epipactis microphylla (tên tiếng Anh là Small-leaved Helleborine)) là một loài phong lan.

## Hình ảnh

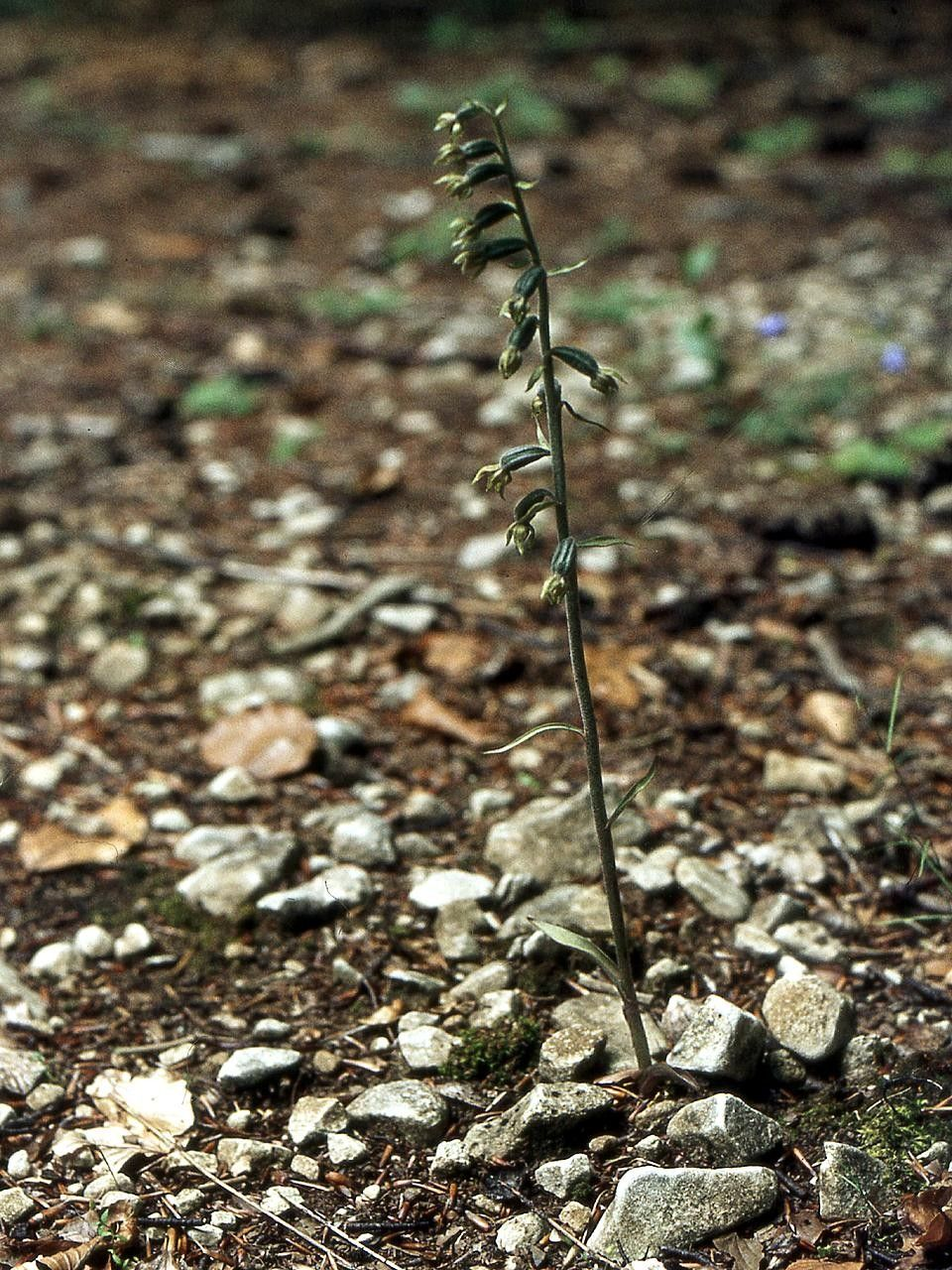
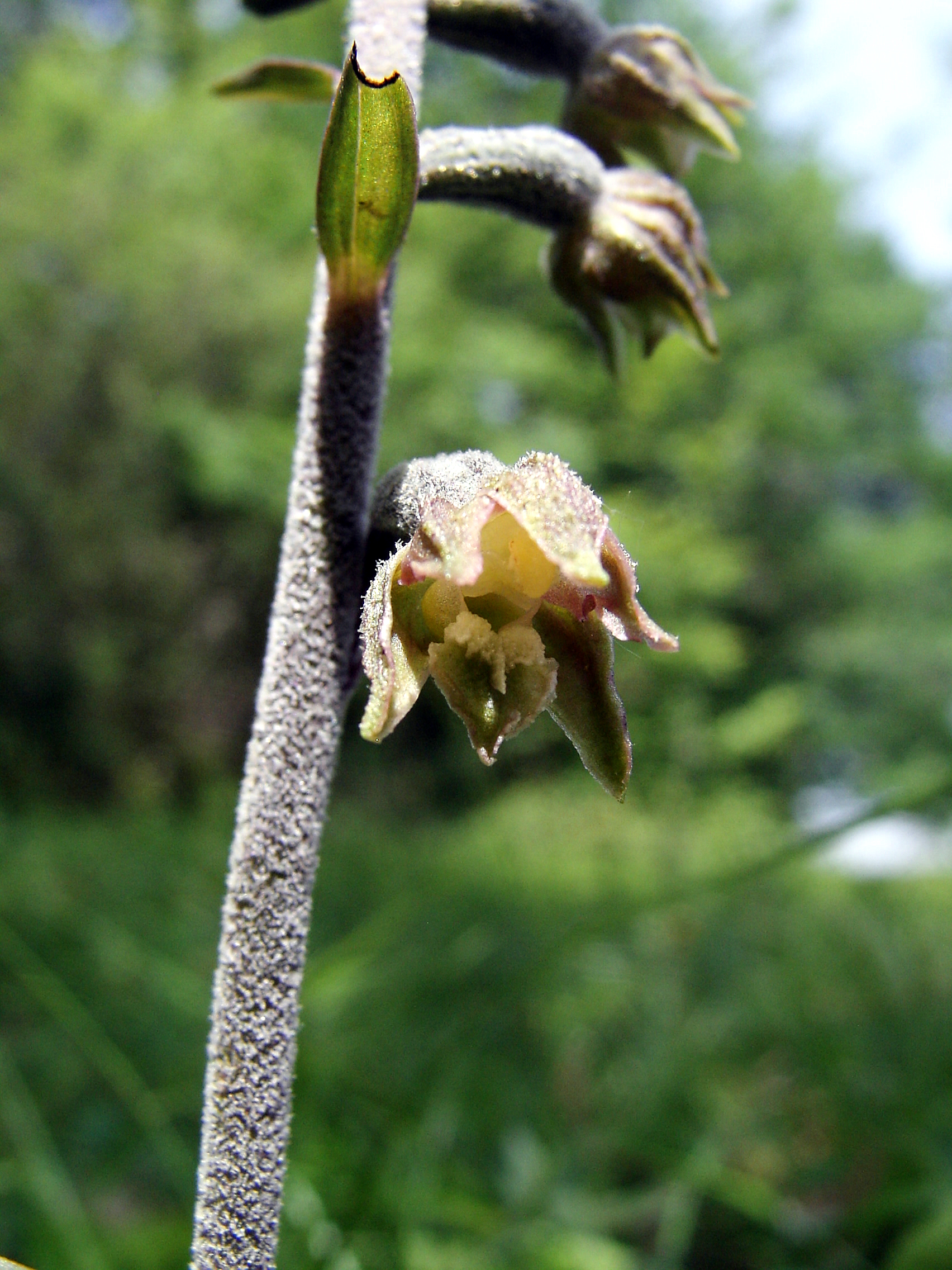
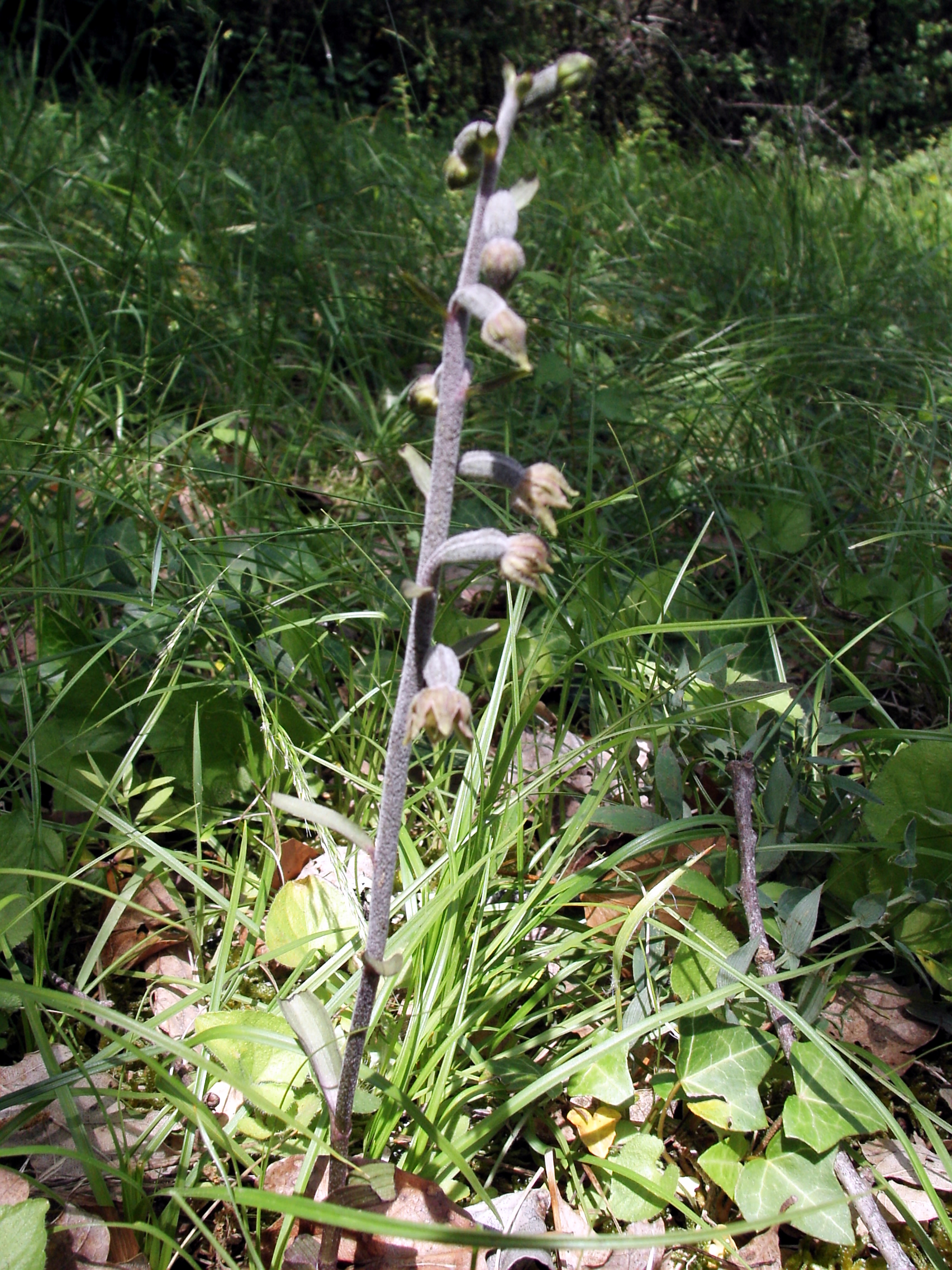
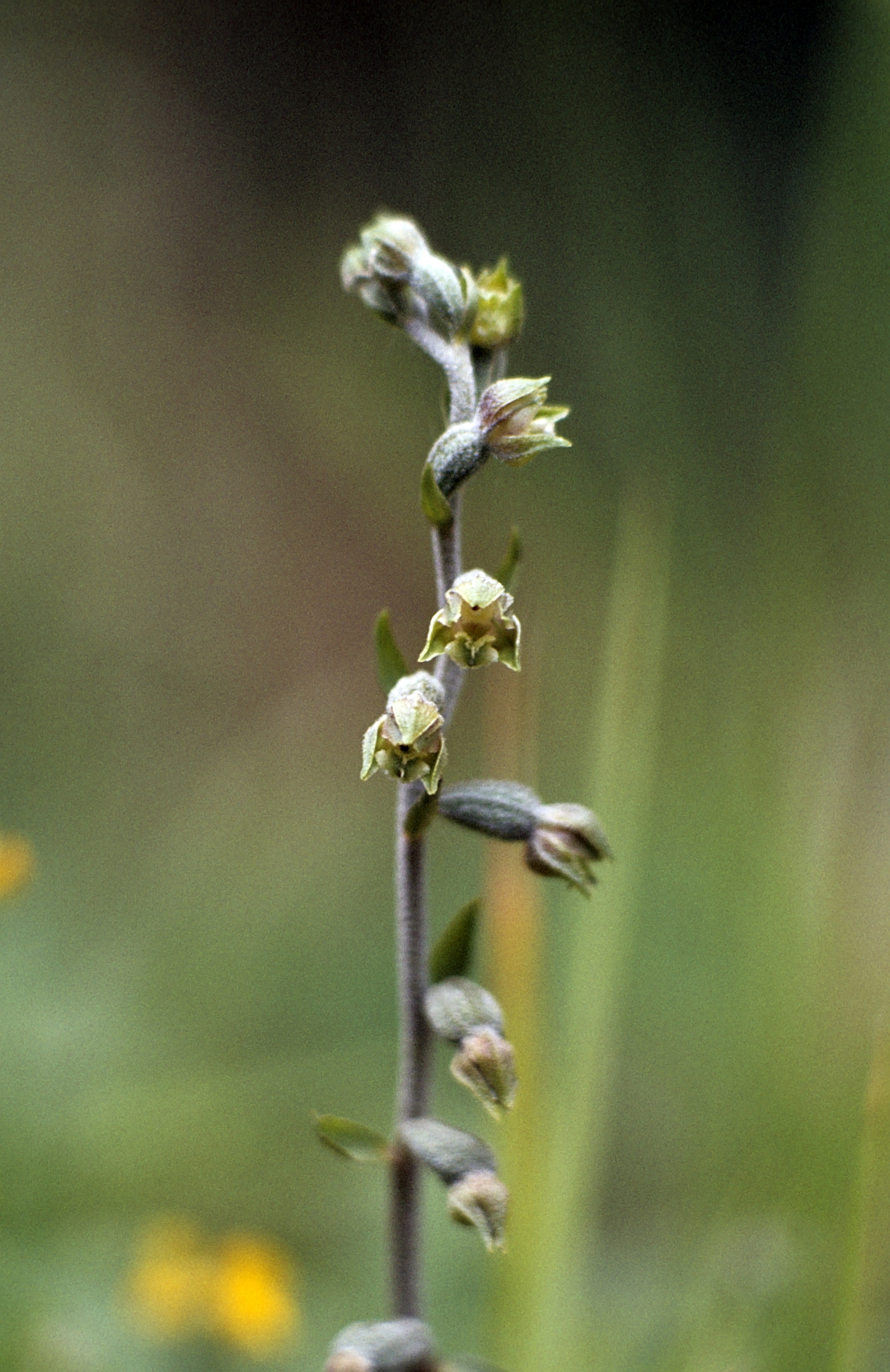